# 24413 Britneyschmidt
24413 Britneyschmidt este un asteroid din centura principală de asteroizi.

## Descriere
24413 Britneyschmidt este un asteroid din centura principală de asteroizi. A fost descoperit pe 7 ianuarie 2000 la Stația Anderson Mesa în cadrul programului LONEOS. Asteroidul prezintă o orbită caracterizată de o semiaxă mare de 3,20 ua, o excentricitate de 0,04 și o înclinație de 12,3° în raport cu ecliptica.